# Peter A. Boodberg
Peter Alexis Boodberg (* 8. April 1903 in Wladiwostok; † 29. Juni 1972; auch Peter von Budberg; russisch Пётр Алексеевич Будберг) war ein US-amerikanischer Sinologe und Linguist deutsch-russischer Herkunft.

## Leben
Boodberg stammte aus einer alten baltendeutschen Familie. Er kam in Wladiwostok zu Welt, wo sein Vater, ein hochgestellter Militär, bei der Russischen Armee diente. Den Beginn des Ersten Weltkriegs erlebte Boodberg als Schüler einer Kadettenanstalt in St. Petersburg. Im Verlauf des Krieges wurde er jedoch aus Sicherheiterwägungen gemeinsam mit seinem Bruder wieder in den Fernen Osten des Russischen Reiches geschickt. Dort besuchte er die Universität von Wladiwostok und begann Chinesisch zu lernen. 1920, nachdem die Wirren der Oktoberrevolution auch die östlichsten Provinzen des Landes erreicht hatten, verließ Boodberg Russland und siedelte in die USA über. Dort traf er in San Francisco seine Familie wieder und schrieb sich an der University of California in Berkeley ein. 1924 erlangte er den Abschluss eines Bakkalaureus im Fach Orientalische Sprachen und 1930 den Doktorgrad. Von 1932 bis zu seinem Tod unterrichtete er selbst an der Berkeleyer Universität, wo er eine Agassiz-Professur für Orientalische Sprachen und Literatur innehatte. 1952 wurde er in die American Academy of Arts and Sciences gewählt.
John DeFrancis (1989) schildert Boodbergs fachliche Auseinandersetzung mit dem Sinologen Herrlee Creel in aller notwendigen Detailfreudigkeit. In der von Alvin P. Cohen herausgegebenen Sammlung der ausgewählten Werks Peter A. Boodbergs sind Creels Beiträge nicht abgedruckt. Hierbei handelt es sich um einen der lehrreichsten Schaukämpfe der Sinologie des zwanzigsten Jahrhunderts.

## Werke
- Some Proleptical Remarks on the Evolution of Archaic Chinese. Harvard Journal of Asiatic Studies 2 (1937), 329–372
- "'Ideography' or Iconolatry?", T'oung Pao, Band 35, 1940, S. 266–288
- The Chinese Script: An Essay on Nomenclature (the First Hecaton). Bulletin of the Institute of History and Philology, Academia Sinica 39 (1957), 113–120
- "The Language of the T’o-Pa Wei", Harvard Journal of Asiatic Studies, Band 1, Nr. 2, 1936, S. 167–185
- "Two Notes on The History of The Chinese Frontier", Harvard Journal of Asiatic Studies, Band 1, Nr. 3/4, 1936, S. 283–307
- "Marginalia to The Histories of The Northern Dynasties", Harvard Journal of Asiatic Studies, Band 3, Nr. 3/4, 1938, S. 223–253, Band 4, Nr. 3/4, 1939, S. 230–283
- "Chinese Zoographic Names as Chronograms", Harvard Journal of Asiatic Studies, Band 5, Nr. 2, 1940, S. 128–136
- "An Early Mongolian Toponym", in: Harvard Journal of Asiatic Studies, Vol. 19, No. 3/4 (Dec., 1956), S. 407–408
- "Philological Notes on Chapter One of The Lao Tzu", Harvard Journal of Asiatic Studies, Band 20, Nr. 3/4, 1957, S. 598–618
- Alvin P. Cohen (Hrsg.): Selected Works of Peter A. Boodberg. University of California Press, Berkeley, Los Angeles und London 1979, JSTOR:615138 (englisch).